# Javier Calleja Revilla
Javier Calleja Revilla (Madrid, 12 de maig de 1978) és un exfutbolista madrileny, que ocupava la posició de migcampista. Posteriorment, ha fet d'entrenador de futbol.

## Trajectòria
Es va iniciar a les categories inferiors del Reial Madrid, però no va tenir continuïtat tot recalant al modest RSD Alcalá. El 1999 s'incorpora al CE Onda, equip de la Tercera Divisió valenciana amb acords amb el Vila-real CF. El migcampista destaca al conjunt de la Plana Baixa i la temporada 99/00 debuta amb els groguets, l'any en el qual pugen a primera divisió.
La temporada 00/01, amb el Vila-real a la màxima categoria, el migcampista es consolida a l'equip valencià. Hi destaca la temporada 01/02, en la qual és titular, marcant 4 gols en 35 partits. Però, a partir del 2003, entre les lesions i l'arribada de Cazorla, tot just va sumar 25 partits abans de la seua marxa el 2006.
Fitxa pel Màlaga CF, on serà titular, tant a Segona Divisió, com posteriorment a la màxima categoria. L'estiu del 2009 fitxa pel CA Osasuna, club on es retirarà l'any 2012.

## Trajectòria com a entrenador
Va començar la seua carrera com a entrenador l'any 2014 amb el Vila-real Juvenil a la Divisió d'Honor. Durant tres temporades, va aconseguir guanyar tres lligues i la Lliga de Campions. El 2017, començà a entrenar el Vila-real Club de Futbol B, fins que va decidir fer-se càrrec del primer equip el 25 de setembre de 2017. Amb 4 victòries i un empat als seus 5 primers partits de lliga va esdevenir el millor inici d'un entrenador del Vila-real a Primera Divisió. L'equip va acabar a la 5º posició a la primera volta de la Lliga, però va ser eliminat de la Copa del Rei en octaus de final pel CD Leganés. Finalment, l'equip va acabar el campionat en cinquena posició, cosa que li va donar accés a la pròxima edició de l'Europa League.
L'any següent el seu contracte va ser renovat, però la temporada no va començar bé i Calleja fou cessat el 10 de desembre de 2018, deixant l'equip en la 17º posició. El seu successor va ser Luis García Plaza, però el madrileny no va aconseguir millorar els resultats i el 29 de gener de 2019 el president de l'equip Fernando Roig va anunciar la tornada de Calleja a l'equip groguet. Després d'anunciar que faria tot el possible per evitar el descens del Villareal, va redebutar amb un empat 2.2 contra l'Espanyol a l'Estadi de la Ceràmica. No obstant, una gran recta final de campionat va provocar la salvació matemàtica de l'equip valencià, certificada amb la victòria davant l'Eibar per 1-0 gràcies al gol del davanter camerunès Karl Toko Ekambi. En l'Europa League, el Villareal va arribar als quarts de final, on va ser eliminat pel València C.F, tot i que anteriorment havia eliminat a l'Sporting de Portugal i el Zènit rus. En la Copa del Rei, l'equip va eliminar el Toledo en la primera ronda però va caure en la següent davant l'Espanyol.
En finalitzar la temporada 2018-2019, es va anunciar la renovació de Javier Calleja un any més amb el Vila-real CF. Va deixar l'equip el juliol de 2020, després d'una ratxa positiva que el va portar a la cinquena plaça en lliga i a la classificació europea.
L'any 2021 va ser contractat pel Deportivo Alavés com a entrenador en substitució d'Abelardo, substitut aquest últim de Pablo Machín, per a dur l'equip fins a la permanència. Al mes de maig, assolí la permanència amb el Deportivo Alavés, i signà contracte per dos anys mes el mes següent. Va marxar a començaments de l'any següent, després d'haver aconseguit només un punt dels darrers 15 i essent eliminat a la segona ronda de la Copa del Rei pel Linares Deportivo de Segona B.
El 16 d'octubre de 2022 aplega al Llevant U.E. amb un contracte fins a l'any 2024, substituint a Mehdi Nafti. Amb ell l'equip supera el rècord de partits sense perdre.